# Kinas administrative regioner efter befolkningstal
Denne liste viser administrative enheder på øverste niveau i Fastlandskina (deriblandt alle provinser, autonome områder og kommuner) sorteret efter deres totale indbyggertal i 2003 (kilde: Årbog 2004, udgivet af Folkerepublikken Kinas statistiske kontor). 
Taiwanprovinsen, som er under Folkerepublikken Kinas jurisdiktion, er udeladt fra listen. Hong Kong og Macau, som ikke er del af Fastlandskina, men er særlige administrative regioner under Folkerepublikken Kina, er anført i slutningen, så man kan sammenligne.

## Indbyggertal i alt (procent af samlet indbyggertal)
1. Henan – 96.670.000 (7,48 %)
2. Shandong – 91.250.000 (7,06 %)
3. Sichuan – 87.000.000 (6,73 %)
4. Guangdong – 79.540.000 (6,15 %)
5. Jiangsu – 74.060.000 (5,73 %)
6. Hebei – 67.690.000 (5,24 %)
7. Hunan – 66.630.000 (5,15 %)
8. Anhui – 64.100.000 (4,96 %)
9. Hubei – 60.020.000 (4,64 %)
10. Guangxi – 48.570.000 (3,76 %)
11. Zhejiang – 46.800.000 (3,62 %)
12. Yunnan – 43.760.000 (3,38 %)
13. Jiangxi – 42.540.000 (3,29 %)
14. Liaoning – 42.100.000 (3,26 %)
15. Guizhou – 38.700.000 (2,99 %)
16. Heilongjiang – 38.150.000 (2,95 %)
17. Shaanxi – 36.900.000 (2,85 %)
18. Fujian – 34.880.000 (2,70 %)
19. Shanxi – 33.140.000 (2,56 %)
20. Chongqing – 31.300.000 (2,42 %)
21. Jilin – 27.040.000 (2,09 %)
22. Gansu – 26.030.000 (2,01 %)
23. Indre Mongoliet – 23.800.000 (1,84 %)
24. Xinjiang – 19.340.000 (1,50 %)
25. Shanghai – 17.110.000 (1,32 %)
26. Beijing – 14.560.000 (1,13 %)
27. Tianjin – 10.110.000 (0,782 %)
28. Hainan – 8.110.000 (0,627 %)
29. Ningxia – 5.800.000 (0,449 %)
30. Qinghai – 5.340.000 (0,413 %)
31. Tibet – 2.700.000 (0,209%)

Derudover:
- Folkets Befrielseshær, i aktiv tjeneste – 2.500.000

Til sammenligning:
- Hongkong – 6.803.000 (0,526 %)
- Macao – 445.000 (0,0344 %)